# 西蒙·奈斯曼
西蒙·奈斯曼（Simon Nessman，1989年11月5日—）是加拿大的一位模特。他出生在不列顛哥倫比亞省考特尼，是家中四個孩子中的幼子，業餘愛好是衝浪。